# Iwao Yamane
Iwao Yamane (Hiroshima, 31 juli 1976) is een voormalig Japans voetballer.

## Carrière
Iwao Yamane speelde tussen 1995 en 2011 voor Sanfrecce Hiroshima, Oita Trinita, Kawasaki Frontale, Kashiwa Reysol en Zweigen Kanazawa.